# Benjamin Vermeulen
Benjamin Vermeulen (* 15. Juli 1957 in Sint-Niklaas, Belgien) ist ein ehemaliger belgischer Radrennfahrer.

## Karriere
Vermeulen gewann 1975 die Flandern-Rundfahrt für Junioren. 1978 gewann er jeweils eine Etappe bei der Internationale Friedensfahrt und beim Circuit Franco-Belge. 1980 wurde er beim Team Boston-IFI-Mavic Profi. Er nahm 1980 an der Tour de France teil, schied jedoch vorzeitig aus. Er belegte dritte Plätze bei der belgischen Straßenmeisterschaft 1981, beim Grand Prix Pino Cerami 1982 und beim Omloop van het Waasland 1983. Ende der Saison beendete er seine Profikarriere.

## Erfolge
1980
- Schaal Sels Merksem
- GP Victor Standaert
- Oostakker
- Zele

1981
- De Pinte
- Olsene
- Oostakker

1982
- Knokke
- Wetteren